# 부섭
부섭(傅燮, ? ~ 187년)은 후한 말의 정치가로, 자는 남용(南容)이며 양주(凉州) 북지군(北地郡) 영주현(靈州縣) 사람이다.

## 생애

### 조정에서의 행적
키가 8척(尺)이었으며, 용모가 위엄이 있었다. 본래 자는 유기(幼起)였으나, 공자(孔子)의 제자 남용(南容)이 《시경(詩經)》의 백규(白圭)를 하루에 세 번 읽었다는 사실에 감복하여 자를 바꾸었다.
젊었을 때 태위(太尉) 유관(劉寬)의 가르침을 받았으며, 효렴(孝廉)에 두 번 천거되었으나 그를 천거한 태수의 부음을 듣자 관직을 버리고 상복을 입었다.
이후 호군사마(護軍司馬)가 되었고, 좌중랑장(左中郞將) 황보숭(皇甫嵩)과 함께 장각(張角)을 토벌하였다.
부섭은 전부터 환관을 혐오하여 천자에게 상주하였다.
| “ | 신(臣)은 천하의 허물이 바깥에서 비롯하는 것이 아니라, 안에서 비롯하는 것이라고 들었습니다. 순(舜)이 조정에 올랐을 때 우선 네 가지 흉을 없애고, 재상 열여섯 명을 쓴 것이 그러한 연유에서입니다. 지금 장각이 조(趙)와 위(魏)에서 봉기하여 황건적(黃巾賊)이 여섯 주(州)를 어지럽히고 있습니다만, 신은 군무를 받아 죄인을 벌하여 영천(潁川)에 이르렀으며 싸움에서 진 적이 없었으니, 비록 황건적이라고는 하나 조정을 곤경에 빠뜨릴 정도는 아닙니다. 폐하께서는 순이 네 가지 흉을 속히 없앴음을 기억하시어, 참언하는 무리와 간신배를 주살하셔야 합니다. | ” |

부섭은 장각을 물리치는 데에 지대한 공헌을 하였으며, 후(侯)에 봉해질 만한 것이었으나 환관 조충(趙忠)이 그의 상소를 보고 그를 미워하였기 때문에 영제(靈帝)에게 그를 무고하였다. 영제는 부섭이 한 말을 기억하여 그를 벌하지 않았으나, 후(侯)에 봉하지는 않았으며 그를 안정군(安定郡)의 도위(都尉)로 전임시켰다. 이후 부섭은 병을 얻어 사임하였고, 다시 의랑(議郞)으로 전임되었다.
서쪽의 강(羌)이 반역하여 변장(邊章) · 한수(韓遂)가 난리를 일으켰을 때, 양주는 전국에서 군세와 물자를 모아두었었다. 때문에 사도(司徒) 최열(崔烈)은 공경 백관이 모은 회의에서 양주를 버릴 것을 주장하였다. 그러자 부섭은 목소리를 드높이며 최열을 죽여 천하를 안정시키자고 하였고, 상서랑(尙書郞) 양찬(楊贊)이 부섭이 대신을 모욕하였다고 상주하였기 때문에 영제는 부섭을 불러 문책하였다. 부섭이 답하였다.
| “ | 옛날에 묵돌(冒頓)이 반역하였을 때, 번쾌(樊噲)는 상장군(上將軍)이 되어 10만 명의 군세로 흉노(匈奴)의 땅을 횡행하려 하여 계포(季布)가 번쾌를 죽여야 한다고 하였습니다. 지금 양주는 천하의 요충지이며, 나라의 울타리와도 같습니다. 만약 야만인들이 이 땅을 빼앗는다면 천하와 사직의 근심거리가 될 것입니다. | ” |

영제는 부섭의 말이 옳다고 여겼고, 이후 그를 존중하였다.

### 조정을 떠나다
이후 거기장군(車騎將軍)이 된 조충은 조칙으로 황건적 토벌의 논공행상을 하였는데, 집금오(執金吾) 견거(堅擧) 등이 "부남용(傅南容 ; 부섭)이 공적을 세웠는데도 후에 봉해지지 않아, 천하가 실망하고 있습니다. 현자를 등용하여 민심을 따르는 것이 좋겠습니다"라고 조충에게 일렀다. 조충은 그 말에 따라 아우인 성문교위(城門校尉) 조연(趙延)을 사자로 보냈는데, 태도가 매우 은근하였다. 부섭은 안색을 바로잡고 "이 부섭이 어찌하여 사사로이 포상을 구하겠습니까?"라고 말하며 거절하였다. 조충은 더더욱 그를 미워하였으나, 그의 명성을 두려워하여 해칠 수 없었다. 많은 귀인과 권력자들 또한 그를 미워하였기 때문에 부섭은 조정에 계속 있을 수 없었고, 한양태수(漢陽太守)가 되어 조정을 떠났다.
한양태수 범진(范津)은 인물을 보는 안목이 있어, 본디 부섭을 효렴에 천거한 자였기 때문에 부섭이 후임으로 오리라는 것을 알았다. 고향 사람들은 이를 영예로운 것으로 여겼다. 부섭은 백성들을 사랑하였기 때문에, 반란을 일으킨 강족들도 그의 은혜에 감복하여 항복하러 왔다. 또한 토지를 개간하여 40여 리(里)의 진영을 둔전으로 이용하였다.
그때 양주자사(凉州刺史) 경비(耿鄙)는 치중종사(治中從事) 정구(程球)에게 정치를 맡겼었는데, 정구는 뇌물을 받아 사람들의 원망을 사고 있었다. 중평(中平) 4년(187년), 경비는 양주의 여섯 군의 병사들을 이끌고 금성(金城) 사람 왕국(王國)과 한수(韓遂)를 무찌르려 하였으나 부섭은 그가 반드시 패할 것이라 생각하여 경비에게 말하였다.
| “ | 사군(使君)의 통치는 날로 천박해지고 있으며, 백성들은 배우지 못하고 있습니다. 공자는 '배우지 못한 사람더러 싸우게 하는 것은, 그를 버리는 것이다'라고 말하였습니다. 만일 내부에서 변고가 일어나 후회하여도 이를 되돌릴 수 없을 것입니다. 병사들을 쉬게 하고 상벌을 철저히 한다면, 도적들은 우리를 겁쟁이라고 생각하고 반드시 저들끼리 다툴 것입니다. 그때 교육을 받은 자를 이끌고 공격하면 자리에 앉은 채로도 공적을 올릴 수 있을 것입니다. | ” |

경비는 이를 듣지 않았고, 결국 적도(狄道)까지 군을 이끌었다. 그러나 도중에 반란이 일어났고, 먼저 정구가 살해당하였으며 이어서 경비 또한 목숨을 잃었다.

### 죽음
같은 해 4월, 한수 등이 진격하여 한양성을 포위하였다. 성 안의 병사들은 적었으며 군량도 바닥을 드러냈으나, 부섭은 성을 견고히 지켰다. 북지의 호기(胡騎) 수천 명이 반란군의 꾐에 넘어가 군을 공격하고 있었는데, 그들은 모두 전에 부섭의 은혜에 감복하고 있었기 때문에 성 밖에서 땅바닥에 엎드려 절하며 부섭을 고향으로 돌려보낼 것을 간절히 청하였다.
부섭의 아들 부간(傅幹)은 이때 열세 살이었는데, 부친을 따라 관사에 있었다. 부간은 부친의 성격이 강직하여 절개가 높은 것을 알고 있었기 때문에, 부친을 걱정하여 말하였다.
| “ | 나라가 혼란에 빠진 것은, 사람들이 아버님을 받아들이지 않았기 때문입니다. 지금 천하는 반란에 휘말렸으며, 군세는 적과 아군을 구분하지도 못합니다. 일단 고향으로 돌아가 의거를 장려하시고, 도의를 실천하는 자가 있으면 그를 밀어주어 천하를 바르게 하십시오. | ” |

부간의 말이 채 끝나기도 전에 부섭은 화를 내며 "별성(別成)!"이라고 외치고는 말하였다.
| “ | 너는 내가 죽음을 각오한 것을 알 것이다. 성인은 절의를 이루며, 그에 버금가는 자는 절의를 지킨다. 은(殷)나라 주왕(紂王)은 폭정을 행하였는데도 백이(伯夷)는 (은을 물리친) 주(周)나라의 곡식을 먹지 않고 죽었으니, 중니(仲尼)는 그를 현자라고 칭송하였다. 지금 조정은 주왕만큼 심하지 않으며, 나의 덕도 백이에 한참 미치지 못한다고는 할 수 없다. 녹을 먹는데도 위난을 피한단 말이냐! 너는 재주가 있으니 정진하거라. 주부(注簿) 양회(楊會)가 나의 정영(程嬰)이다. | ” |

부간은 아무 말도 할 수 없었고, 주변에 있던 사람들도 모두 눈물을 흘렸다.
왕국은 옛 주천태수(酒泉太守) 황연(黃衍)을 사자로 보내 부섭에게 말을 전하였다.
"승부는 이미 정해졌다. 천하는 한의 소유가 아니었다. 나의 장군이 되지 않겠는가?"
부섭은 칼을 만지며 황연을 꾸짖었다.
| “ | 부절을 받은 신하가 반역을 일으켜 도적들을 위해 설교한단 말이냐! | ” |

결국 부섭은 좌우 사람들을 거느리고 진군하였고, 진영에 이르러 전사하였다.
시호로 장절후(壯節侯)에 추증되었다.

## 부섭의 친족관계

### 관련 인물
부간　부손